# پاوئو توماشفسکی
پاوئو توماشفسکی (لهستانی: Paweł Tomaszewski؛ ‏ زادهٔ ۱۶ ژوئن ۱۹۸۳) بازیگر اهل لهستان است.
از فیلم‌ها یا مجموعه‌های تلویزیونی که وی در آن‌ها نقش داشته‌است، می‌توان به غسل تعمید، هنگام تاریکی، در خوشی و سختی، ورشو ۴۴، پدر متیو، والسا: مرد امید و هتل ۵۲ اشاره نمود.